# Gijsbertus Johannes Degenkamp
Gijsbertus Johannes Degenkamp (1895 – ?) byl nizozemský akademický malíř a esperantista. Napsal 60 let esperanta (Sesdek Jaroj de Esperanto), do esperanta přeložil Deník Anne Frankové (Taglibro de Anne Frank) a Dopisy z Nizozemí Karla Čapka (Leteroj el Nederlando).